# Srđan Mijailović
Srđan Mijailović (en serbe en écriture cyrillique : Срђан Мијаиловић), est un footballeur international serbe né le 10 novembre 1993 à Požega en Yougoslavie (aujourd'hui en Serbie). Il évolue au poste de milieu défensif à Al Wasl FC.

## Biographie

### En club
Arrivé en fin de contrat à l'issue de la saison 2019-2020, le Krylia Sovetov Samara décide de ne pas prolonger son contrat.

### En équipe nationale
Il est retenu dans la liste des 26 joueurs serbes du sélectionneur Dragan Stojković pour participer à l'Euro 2024.

## Palmarès
- Étoile rouge de Belgrade
- Vainqueur de la Coupe de Serbie en 2012